# Choriactis impatiens
Choriactis impatiens is een zeeanemonensoort uit de familie Sagartiidae.
Choriactis impatiens is voor het eerst wetenschappelijk beschreven door Couthouy in Dana in 1846.